# Liechtenstein nos Jogos Olímpicos de Verão de 1968
Liechtenstein participou dos Jogos Olímpicos de Verão de 1968 na Cidade do México. Nessa edição dos jogos o país não teve medalhistas.